# Bernie Taupin
Bernie Taupin (* 22. května 1950) je anglický textař a zpěvák. Je dlouholetým spolupracovníkem Eltona Johna, napsal texty pro většinu jeho písní (včetně hitů „Rocket Man“, „Tiny Dancer“ a „Candle in the Wind“). V roce 2013 byla dvojice uvedena do Songwriters Hall of Fame. Kromě spolupráce s Johnem je také autorem textů pro album From the Inside amerického zpěváka Alice Coopera. Sám Taupin je také zpěvákem: Své první album nazvané Taupin vydal v roce 1971, následovaly desky He Who Rides the Tiger (1980) a Tribe (1987). Rovněž vydal dvě desky se skupinou Farm Dogs: Last Stand in Open Country (1996) a Immigrant Sons (1998).